# Función característica
La función característica de una variable aleatoria o de su distribución de probabilidad es una función de variable real que toma valores complejos, que permite la aplicación de métodos analíticos (es decir, de análisis funcional) en el estudio de la probabilidad.

## Definición
Dada una variable aleatoria continua {\displaystyle X\,\!} su función característica, que se denota mediante {\displaystyle \varphi _{X}(t)\,\!} para {\displaystyle t\,\!} real, es una función {\displaystyle \varphi _{X}:\mathbb {R} \to \mathbb {C} } definida como
{\displaystyle \varphi _{X}(t)=\operatorname {E} {\big [}e^{itX}{\big ]}=\int _{-\infty }^{\infty }e^{itx}f_{X}(x)\,dx\qquad }
notar que se hace uso de la función exponencial compleja y {\displaystyle \operatorname {E} } denota la esperanza matemática. Adicionalmente, usando las propiedades de la función exponencial compleja, la función característica se puede reescribir en términos de una parte real y una imaginaria:
{\displaystyle {\begin{aligned}\varphi _{X}(t)&=\operatorname {E} [\cos(tX)]+i\operatorname {E} [\sin(tX)]\\&=\int _{-\infty }^{\infty }\cos(tx)f_{X}(x)\,dx+i\int _{-\infty }^{\infty }\sin(tx)f_{X}(x)\,dx\end{aligned}}}

## Momentos
Cuando los momentos de una variable aleatoria existen, se pueden calcular mediante las derivadas de la función característica. De modo que se puede obtener derivando formalmente a ambos lados de la definición y tomando {\displaystyle t=0\,\!}, 

{\displaystyle \varphi _{X}'(0)=i\operatorname {E} [X]\,\!}

y derivando dos veces y sustituyendo {\displaystyle t=0\,\!} resulta

{\displaystyle \varphi _{X}''(0)=-\operatorname {E} [X^{2}]\,\!}.

De esta manera se pueden obtener expresiones que permiten determinar la varianza y esperanza de  {\displaystyle X\,\!}. Análogamente se relacionan momentos y derivadas de órdenes superiores:

{\displaystyle \varphi _{X}^{(n)}(0)=i^{n}\operatorname {E} [X^{n}]}

## Probabilidad y análisis funcional
En análisis funcional si se identifica la distribución de la variable aleatoria considerada con una medida positiva, la función característica se denomina transformada de Fourier de la medida correspondiente.

## Historia
El método de las funciones características fue introducido en las probabilidades por A. Lyapunov en 1904 para la demostración del Teorema Central del Límite que hoy lleva su nombre. La versión definitiva de este teorema fue obtenida posteriormente por J. W. Lindeberg.

## Función generatriz de momentos
Una función relacionada con la función característica es la función generatriz de momentos (función generadora de momentos), designada como {\displaystyle M_{X}(t)\,\!} se define mediante

{\displaystyle M_{X}(t)=\operatorname {E} \left(e^{tX}\right),\quad t\in \mathbb {R} ,}

Si bien esta función es más sencilla, no siempre existe, dado que la esperanza matemática que la define puede no existir, dependiendo de la distribución de la variable aleatoria y del valor de {\displaystyle t\,\!}.